# 三宅正紀
三宅 正紀（みやけ まさき）は、日本の薬学者・生物学者・生理学者（細菌学・微生物学・感染症学）。博士（医学）（岐阜大学・1998年）。静岡県立大学薬学部講師・大学院薬学研究院講師。
静岡県立大学薬学部助手、コロンビア大学博士研究員などを歴任。

## 概要
専門は、細菌学・微生物学・感染症学等。分子細胞生物学の見地からのレジオネラ属の細胞内寄生や増殖性に関する研究が知られている。
静岡県立大学、コロンビア大学等で勤務した。

## 来歴

### 生い立ち
同名の学校法人により設置・運営される東京薬科大学に進学し、薬学部の衛生薬学科にて学んだ。1990年（平成2年）3月、東京薬科大学を卒業した。それにともない、薬学士の称号を取得した。さらに東京薬科大学の薬学部にて専攻生となり、1991年（平成3年）3月に修了した。その後、東京薬科大学の大学院に進学し、薬学研究科にて学んだ。1993年（平成5年）3月、東京薬科大学の大学院における修士課程を修了した。それにともない、修士の学位を取得した。さらに、国が設置・運営する岐阜大学の大学院に進学し、医学研究科の形態系専攻にて学んだ。大学院生として在学中に「Vi-deficient and nonfimbriaed mutants of Salmonella typhi agglutinate human blood type antigens and are hyperinvasive」と題した博士論文を執筆した。1997年（平成9年）3月、岐阜大学の大学院における博士課程を修了した。それにともない、1998年（平成10年）3月25日付で博士（医学）の学位を取得した。同年4月からは岐阜大学の医学部にて研究生となり、微生物学講座に在籍した。

### 薬学者として
1997年（平成9年）、厚生省の施設等機関である国立予防衛生研究所にて、細菌部の協力研究員となった。同年5月、静岡県により設置・運営される静岡県立大学に採用され、薬学部の助手として着任した。その傍ら、他の教育・研究機関にて役職を兼任していた。1999年（平成11年）6月から同年8月にかけて、アメリカ合衆国にてケンタッキー大学の客員研究員を兼任していた。ケンタッキー大学ではユセフ・アブ・クエイクの薫陶を受けた。
2000年（平成12年）5月に静岡県立大学にて薬学部の講師に昇任したが、アメリカ合衆国に渡り、同年8月よりコロンビア大学の博士研究員に転じた。コロンビア大学ではハワード・A・シューマンの薫陶を受けた。その後、日本に帰国し、2001年（平成13年）8月に静岡県立大学の薬学部にて講師に復職した。薬学部においては、主として薬科学科の講義を担当し、免疫微生物学分野を受け持った。なお、静岡県立大学の大学院においては、薬学研究科の講師も兼務していた。その後、静岡県立大学の大学院に研究院・学府制が導入されることになり、薬学研究科は生活健康科学研究科と統合され、2研究院1学府に再編された。それにともない、新設された薬学研究院の講師を兼務することになった。大学院においては、主として薬食生命科学総合学府の講義を担当し、免疫微生物学教室を受け持った。その傍ら、他の教育・研究機関にて役職を兼任していた。独立行政法人である科学技術振興機構においては、2013年（平成25年）から2017年（平成29年）まで研究成果最適展開支援プログラム専門委員を兼任した。科学技術振興機構は2015年（平成27年）に国立研究開発法人化されたが、同年から2017年（平成29年）までマッチングプランナープログラム専門委員を兼任し、2017年（平成29年）から2019年（平成31年）まで地域産学バリュープログラム専門委員を兼任した。2019年（平成31年）からは研究成果最適展開支援プログラム機能検証フェーズ専門委員を兼任するとともに、同年より研究成果展開事業大学発新産業創出プログラム外部専門委員を兼任した。

## 研究
専門は薬学であり、特に細菌学、微生物学、感染症学、といった生物学、生理学にも関連する分野の研究に従事した。具体的には、分子細胞生物学の視点から、細胞内でのレジオネラ属の寄生と増殖についての研究に取り組んだ。また、ヘリコバクター・シネディについて、その病原のメカニズムについての研究に取り組んだ。さらに、結核の治療を目指して、経肺投与製剤の開発に取り組んだ。加えて、腸管上皮細胞に対するサルモネラ属の付着、侵入のメカニズムについての研究に取り組んだ。
「レジオネラの宿主細胞内増殖機構に関する研究」が評価され、2007年（平成19年）7月7日に日本薬学会の東海支部から学術奨励賞が授与された。また、微生物シンポジウムにおいては、2016年（平成28年）にベストアブストラクト賞を授与された。
学術団体としては、日本薬学会、日本細菌学会、アメリカ微生物学会、日本感染症学会、マクロファージ分子細胞生物学会、などに所属した。

## 人物
「私たちは数知れない様々な微生物に暴露された状態で日常生活を営み、互いに平衡関係を保ちながら共存しています」と述べたうえで「その中のほんの一部の病原細菌と呼ばれる一群は人体へ侵入し、増殖し、時には生命を脅かす感染症を引き起こします」と指摘し、自身の研究の意義について「世界的脅威となっている新興・再興感染症の制圧は早急に行わなければならない人類の使命」と述べている。

## 略歴
- 1990年 - 東京薬科大学薬学部卒業[4]。
- 1991年 - 東京薬科大学薬学部専攻生修了[4]。
- 1993年 - 東京薬科大学大学院薬学研究科修士課程修了[4]。
- 1997年 - 岐阜大学大学院医学研究科博士課程修了[4]。
- 1997年 - 岐阜大学医学部研究生[3]。
- 1997年 - 国立予防衛生研究所細菌部協力研究員[3]。
- 1997年 - 静岡県立大学薬学部助手[3]。
- 1999年 - ケンタッキー大学客員研究員[3]。
- 2000年 - 静岡県立大学薬学部講師[3]。
- 2000年 - 静岡県立大学大学院薬学研究科講師。
- 2000年 - コロンビア大学博士研究員[3]。
- 2001年 - 静岡県立大学薬学部講師[3]。
- 2001年 - 静岡県立大学大学院薬学研究科講師。
- 2012年 - 静岡県立大学大学院薬学研究院講師。
- 2013年 - 科学技術振興機構研究成果最適展開支援プログラム専門委員[8]。
- 2015年 - 科学技術振興機構マッチングプランナープログラム専門委員[8]。
- 2017年 - 科学技術振興機構地域産学バリュープログラム専門委員[8]。
- 2019年 - 科学技術振興機構研究成果最適展開支援プログラム機能検証フェーズ専門委員[8]。
- 2019年 - 科学技術振興機構研究成果展開事業大学発新産業創出プログラム外部専門委員[8]。

## 賞歴
- 2007年 - 日本薬学会東海支部学術奨励賞[9][10]。
- 2016年 - 微生物シンポジウムベストアブストラクト賞[10]。

## 著作

### 寄稿、分担執筆、等
- 大橋典男編『微生物学』羊土社、2020年。ISBN 9784758113588

### 註釈
1. ↑  薬学士の称号は、1991年以降の学士（薬学）の学位に相当する。
2. ↑  岐阜大学は、2004年に国から国立大学法人岐阜大学に移管された。
3. ↑  国立予防衛生研究所は、国立多摩研究所と統合され、1997年に国立感染症研究所に改組された。
4. ↑  静岡県立大学は、2007年に静岡県から静岡県公立大学法人に移管された。
5. ↑  静岡県立大学大学院薬学研究科は、生活健康科学研究科と統合され、2012年に薬学研究院、食品栄養環境科学研究院、薬食生命科学総合学府に再編された。
6. ↑  独立行政法人科学技術振興機構は、2015年に国立研究開発法人科学技術振興機構に改組された。

## 関連人物
- 今井康之